# 119 Pułk Artylerii Lekkiej

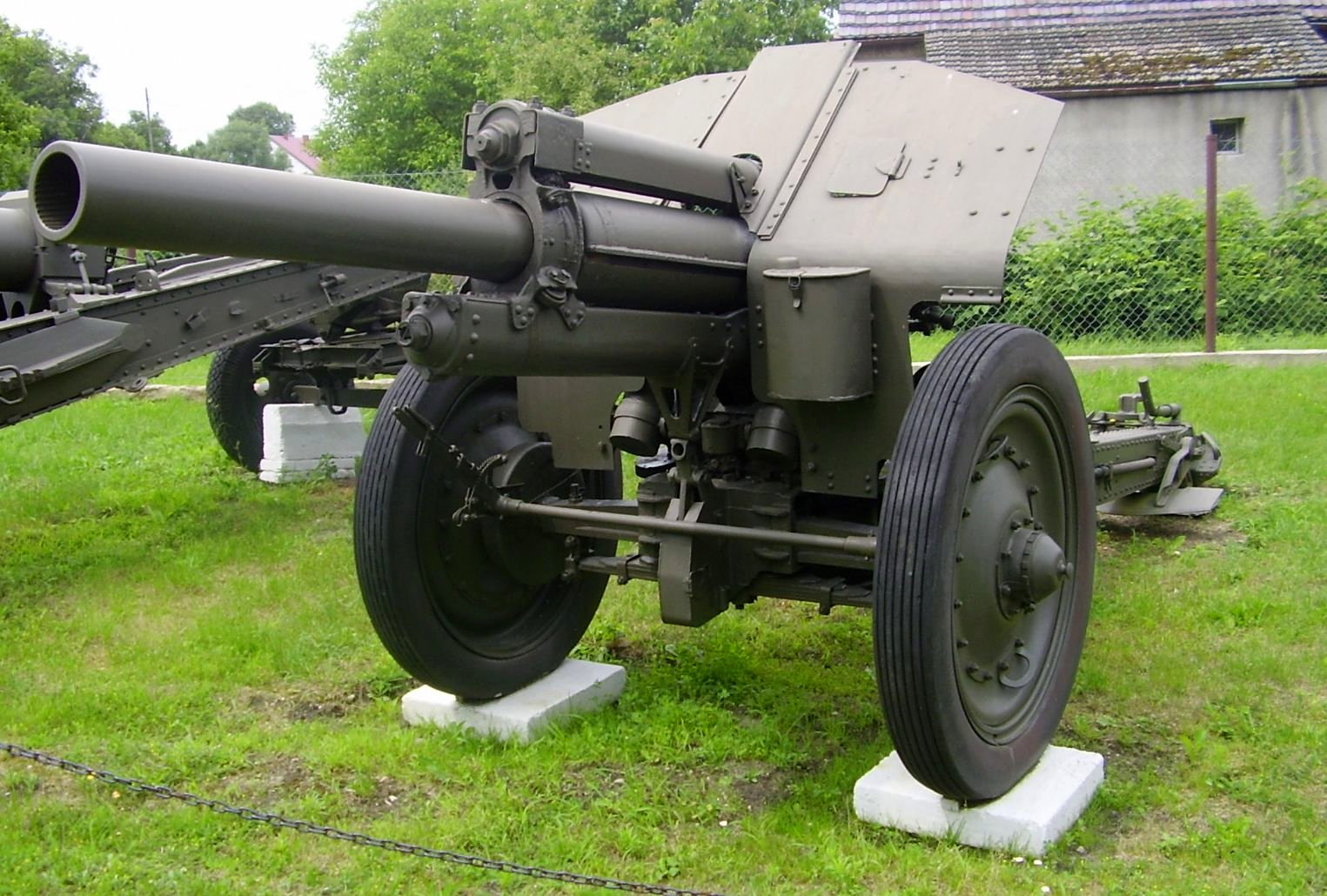
122 mm haubica M-30

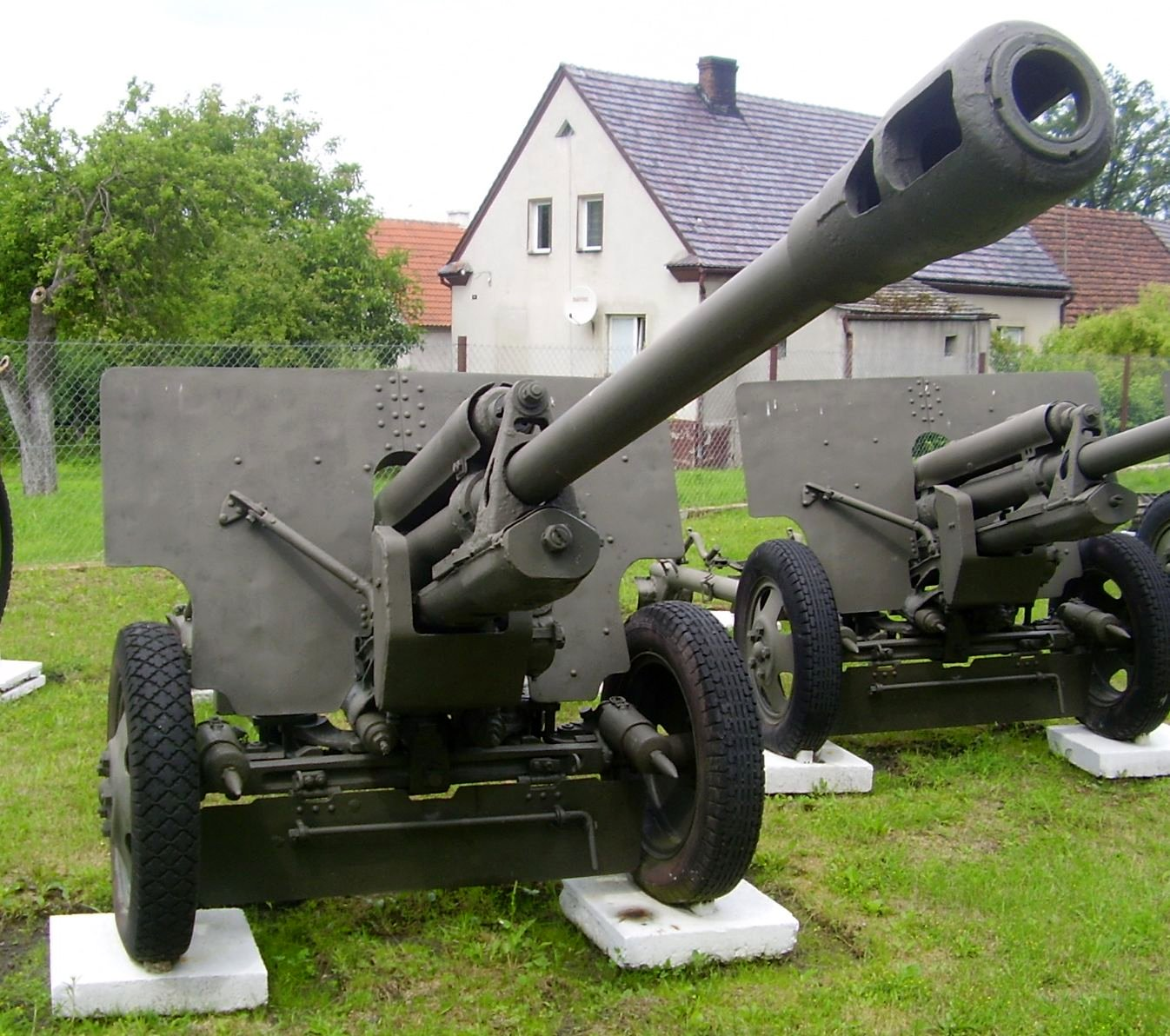
76 mm armata ZiS-3

119 pułk artylerii lekkiej (119 pal) – oddział artylerii lekkiej Wojska Polskiego.
Sformowany w 1951 dla 30 Dywizji Piechoty. Stacjonował w Przemyślu.

## Skład organizacyjny
Dowództwo pułku
- bateria dowodzenia
  - plutony: topograficzno-rozpoznawczy, łączności
- dywizjon haubic
  - trzy baterie artylerii haubic
- dywizjon armat
  - trzy baterie artylerii armat